# Solriamfetol
El Solriamfetol, vendido bajo el nombre comercial Sunosi, es un medicamento que se utiliza para tratar la somnolencia excesiva asociada a la narcolepsia y a la apnea obstructiva del sueño. Se toma por vía oral.
Los efectos secundarios comunes incluyen dolor de cabeza, náuseas, ansiedad y dificultad para conciliar el sueño. Entre los efectos secundarios menos comunes, se puede presentar aumento de la presión arterial y consumo problemático. Químicamente es una anfetamina que actúa como inhibidor de la recaptación de norepinefrina-dopamina (NDRI) por lo que se deben considerar sus interacciones con los  inhibidores de la monoamino oxidasa (IMAO). No hay estudios que sustenten su uso seguro durante el embarazo y la lactancia. No está del todo claro cómo mejora la vigilia.  
El Solriamfetol fue aprobado para uso médico en los Estados Unidos en 2019 y en Europa en 2020. En los Estados Unidos el tratamiento para un mes costaba alrededor de 690 USD de 2021. En los Estados Unidos es una sustancia controlada de la Lista IV.